# Cíle vzdělávací politiky
Cíle vzdělávací politiky jsou výstupy, o něž usiluje vzdělávací politika,která je součástí veřejné politiky. Tyto cíle by měly umožňovat konzistentní a dlouhodobý rozvoj školství a vzdělávání.
Prostředkem k naplňování cílů vzdělávací politiky jsou vzdělávací nástroje, mezi které patří například školská legislativa, financování, či stanovení obsahu učiva. Konkrétní cíle vzdělávací politiky v České republice není snadné určit, nejsou přímo ukotveny v zákoně a mohou se odvíjet od konkrétních politik jednotlivých vlád. Cíle vzdělávací politiky se pak se mohou změnit s každým novým ministrem školství.

## Obecné cíle vzdělávací politiky
Obecné cíle vzdělávací politiky popisují dopady, které vzdělávací politika má, nebo by mohla mít, na žáky a studenty, na vzdělávací soustavu, či na celou společnost v obecné rovině.

### Vzdělávací cíle na úrovni žáka
Cílem vzdělávací politiky na úrovni žáků je vzdělaní jedince. To je ovlivněno především konkrétním obsahem učiva, které by měl žák zvládat a dalšími dovednostmi, které by si měl každý ve škole osvojit, například kritické myšlení. Nabyté dovednosti a stupeň vzdělání pak dostudovanému jedinci pomáhají například najít lepší uplatnění na trhu práce.
Vzdělávací cíle na úrovni jednotlivých žáků, tříd či škol určují školní vzdělávací programy, na kterých pracují samotní učitelé a schvalují je ředitelé škol. Školní vzdělávací programy však musí být v souladu s rámcovým vzdělávacím programem, který má na starosti ministerstvo školství.

### Cíle pro vzdělávací soustavu jako celek
Cíle pro vzdělávací systém netkví pouze v obsahu vzdělávání neboli v konkrétních znalostech, které mají být žákům předány, ale i v širších aspektech. Mezi funkce vzdělávacího systému patří i ten fakt, že vzdělávací instituce existují, působí na žáky a vychovávají je, tomu se říká "skrytý obsah vzdělávání". Další cíle, které celý vzdělávací systém naplňuje, jsou vytváření pracovních pozic, podpora kulturního vyžití, zvláště v menších obcích, či socializace studentů v kolektivu.
Důležitým faktorem pak není pouze to, co škola žáka učí, ale také jaký mu dává příklad. Pokud by například žákům bylo do hlav vtloukáno, že mají být spravedliví, ale ve školním prostředí by se k nim někdo choval hrubě, neodnesli by si z toho pozitivní lekci.

### Společenské cíle
Z tohoto hlediska bychom vzdělávací politiku měli stavět tak, aby odpovídala naší společnosti, případně ji nějakým směrem posouvala. Základní otázka, kterou si zde klademe totiž zní: jak by měla vypadat naše společnost v budoucnosti a co pro to můžeme skrze vzdělání udělat?
Cílem tohoto aspektu tedy je stavět budoucí společnost již ve školách a připravit jednotlivce na život v budoucnosti. Způsob, jakým je tento cíl naplňován, se velice silně odvíjí od politického režimu, který ve státě panuje. Zcela jinak bude vypadat výchova a výstavba společnosti ve státě totalitním nebo ve státě liberálním.
Nelze samozřejmě předpovídat všechny eventuality, jako je konkrétní technický rozvoj, který je velice rychlý a nepředvídatelný a připravovat žáky příliš konkrétně. Téměř s jistotou se ale dá říci, že se svět dále bude rozvíjet velmi dynamicky, a proto bude zapotřebí umět se rychle učit novým věcem a přizpůsobovat se novým možnostem.

## Konkrétní cíle vzdělávací politiky v ČR
Konkrétní cíle českého vzdělávání by měly určovat jakým směrem se má vzdělávání v ČR posouvat a vybírat k realizaci ty správné vzdělávací nástroje. Určování cílů vzdělávací politiky spadají do kompetence ministerstva školství, jsou však těžko dohledatelné, protože nejsou jasně formulovány. Jednotlivé cíle jsou pak pokryty ministerskými vyhláškami, které se mohou vždy změnit dle vůle aktuálního ministra. Ve školském zákoně lze nalézt pouze úplné základy vzdělávacích cílů, mezi které patří například rovný přístup ke všem žákům či bezplatnost základního a středního vzdělání. Jsou však i další dokumenty, ve kterých jsou cíle vzdělávací politiky ČR popsané.

### Bílá kniha
Za konkrétnější svorník cílů můžeme považovat Bílou knihu, sborník vzdělávacích cílů ministerstva školství z roku 2001, jde o kvalitní, avšak již zastaralý dokument, který nemůže reflektovat vývoj, jenž se od té doby udál.

### strategie 2020
Nyní se nějakému shrnutí konkrétních cílů vzdělávací politiky nejvíce blíží vládní vzdělávací strategie 2020, která určuje tři priority:
1. Snižování nerovnosti ve vzdělání.
2. Podporu kvalitní výuky a učitele.
3. Odpovědné a efektivní řízení vzdělávacího systému.

V rámci této strategie má být vytvořena také Národní rada pro vzdělávání, která by měla být poradním orgánem ministerstva školství a měla by podporovat kontinuitu vzdělávání.

### Rámcový vzdělávací program
Rámcové vzdělávací programy, jsou dokumenty, které tvoří obecně závazný rámec pro tvorbu školních vzdělávacích programů. Ty se zabývají konkrétní látkou, která se má na školách vyučovat. Jde tedy o nařízení ministerstva školství, které říká co a kdy se má učit na jednotlivých druzích škol (Základní školy, gymnázia...).

### EDUin
Eduin je obecně prospěšná společnost, která se snaží propojit odbornou a laickou veřejnost v oblasti vzdělávání. Sama také podněcuje a rozvíjí odborné diskuze, či vydává dokumenty, jejichž tématem jsou, mimo jiné, cíle vzdělávací politiky. Jelikož se ale jedná o nezávislou společnost, tyto dokumenty nesou nijak závazné.

## Mezinárodní cíle vzdělávací politiky

### ET2020
ET2020 (Education and Training 2020), neboli Strategický rámec evropské spolupráce ve vzdělávání a odborné přípravě jsou cíle na kterých se shodli ministři jednotlivých zemí Evropské unie. Tato vize sleduje čtyři hlavní strategické cíle:
- realizovat celoživotní učení a mobilitu
- zlepšit kreativitu a inovace, včetně podnikatelských schopností na všech úrovních vzdělávání a odborné přípravy.
- prosazovat spravedlnost, sociální soudržnost a aktivní občanství
- zlepšit kvalitu a efektivitu vzdělávání a odborné přípravy

Tato strategie má podporovat spolupráci mezi jednotlivými zeměmi a propojení vzdělávací politiky s dalšími politikami (výzkum, zaměstnanost...), není ale právně závazná a její plnění probíhá spíše prostřednictvím finanční podpory členských států a jejich regionů na základě společně přijatých cílů. Z EU pak mohou přijít pouze doporučení, nikoliv však nařízení. Tento program navazuje na strategii ET2010, schválenou ministry v EU v roce 2002.

### Vzdělávací cíle OECD
OECD, neboli Organizace pro ekonomickou spolupráci a rozvoj má také své orgány, které mají určovat vzdělávací cíle na globální úrovni. Nejdůležitějším orgánem v tomto oboru je Výbor pro vzdělávací politiku. Ten se schází dvakrát ročně a zasedají na něm odborníci z ministerstev školství členských států OECD. Členové zde jednají o vzdělávacích strategiích jednotlivých států a financování vzdělávacích projektů. Mezi nejdůležitější činnosti Výboru pro vzdělávací politiku patří organizace mezinárodních výzkumů vzdělávání PISA, PIAAC nebo TALIS, které srovnávají stav vzdělávání v členských státech a jsou velkou empirickou oporou pro další určování vzdělávacích cílů.
Mezi další vzdělávací orgány v rámci OECD patří také Centrum pro výzkum a inovace ve vzdělávání, které se zabývá celoživotním vzděláváním, mimo rámec vzdělávacích systémů, nebo Program institucionálního řízení vysokých škol, který se dlouhodobě zabývá výměnou zkušeností mezi odborníky z různých vysokých škol.